# SAC Rätia
Der SAC Rätia ist eine Bündner Sektion des Schweizer Alpen-Clubs und gehört mit 2822 Mitgliedern zu den grössten Sportvereinen im Kanton Graubünden. Neben dem Bergsportangebot unterhält die Sektion des Schweizer Alpen-Clubs einen Rettungsdienst und betreibt sechs Hütten.

## Geschichte
Die Gründung erfolgte am 19. April 1863 in Olten. Die offizielle Geburtsstunde der Sektion war der 4. Januar 1864. Im «Roten Löwen» in Chur fand die «Constituierung der graubündnerischen Mitglieder des Schweizerischen Alpenklubs als Section Rhätia» statt. Ihr erster Präsident wurde Johann Wilhelm Coaz (1822–1918), Oberforstinspektor der Kantone Graubünden und St. Gallen. Als Bergsteiger und Vermesser unternahm er 21 Erstbesteigungen in den Alpen. Dazu gehörten 1846 der Piz Kesch und Piz Lischana sowie 1850 der Piz Bernina.
Die Mitglieder des neuen Clubs förderten nicht nur das Bergsteigen, sondern erforschten auch den schweizerischen Alpenraum. So findet sich im ersten Jahrbuch eine bunte Mischung von Aufsätzen. Geschrieben wurde über Erstbesteigungen, Routen zum Gipfel, die topografische Vermessung, die Physiologie des Murmeltiers und sogar über den nationalen Gesang bei den Alpenbewohnern.
Um den Vereinsmitgliedern die Begehung und Erforschung der Silvretta zu erleichtern, wurde beschlossen, dort eine der ersten SAC-Hütten zu errichten. Die Silvrettahütte ging später in den Besitz der Sektion Davos und 1910 in den Besitz der Sektion St. Gallen des SAC über.

## Aktivitäten

### Tourenangebot
Die SAC-Sektion Rätia bietet ganzjährig ein Tourenangebot über alle Altersklassen an, bestehend aus Skitouren, Hochtouren, Klettertouren, Wandern sowie Lawinen- und Ausbildungskurse im Bergsport. Dabei sensibilisiert der Verein die Mitglieder und Teilnehmenden für das Mensch-Ökosystem in der Schweiz und zeigt die Auswirkungen der globalen Erwärmung in Graubünden.

### Jugendorganisation
Die JO Rätia ist die Jugendorganisation der SAC-Sektion Rätia und fokussiert sich auf die Disziplinen Klettern, Bergsteigen, Skitouren, Freeriden, Klettersteige und Adventuretrips. Die Mitglieder sind zwischen 10 und 22 Jahre alt.

### Alpine Rettung
Die Rettungsstation der Sektion stellt die terrestrische Rettung mit Rettern, Hunden und Rettungsspezialisten im Gebiet Chur–Lenzerheide sicher. Die Schweizerische Rettungsflugwacht (REGA) ist für die lufttechnische Rettung zuständig. Die alpine Rettung der Sektion Rätia hat rund 40 aktive Mitglieder. Dies sind Retter im traditionellen Sinn, Retter mit Hunden im Winter und im Sommer, sowie Spezialisten wie Windenretter Helikopter oder Canyoningretter. Dazu gehören zudem ein Arzt und mehrere Rettungssanitäter.

### Hütten
Die Sektion betreibt sechs SAC-Hütten in Graubünden. Die Hütten bieten einfache Unterkünfte für Alpinisten, Kletterer, Wanderer, Naturgeniesser und immer häufiger auch für Familien mit Kindern und für Mountainbiker.
- 2073 m ü. M  Calandahütte auf der Südostflanke des Haldensteiner Calanda.
- 2610 m ü. M  Coazhütte in der Berninagruppe oberhalb des Lej da Vadret im Val Roseg.
- 2236 m ü. M  Carschinahütte in der Gebirgsgruppe Rätikon unterhalb der Sulzfluh.
- 2385 m ü. M  Cufercalhütte südwestlich des Piz Vizan am Südfuss des Piz Calandari.
- 1998 m ü. M  Ringelspitzhütte am Südhang des Ringelspitzmassivs im Gebiet des UNESCO-Welterbe Glarner Hauptüberschiebung.
- 2276 m ü. M  Zapporthütte in der Region Hinterrhein.

#### Ehemalige Hütte
- 2341 m ü. M  Silvrettahütte.
- 2108 m ü. M  Segneshütte, 1899 errichtet.[6]

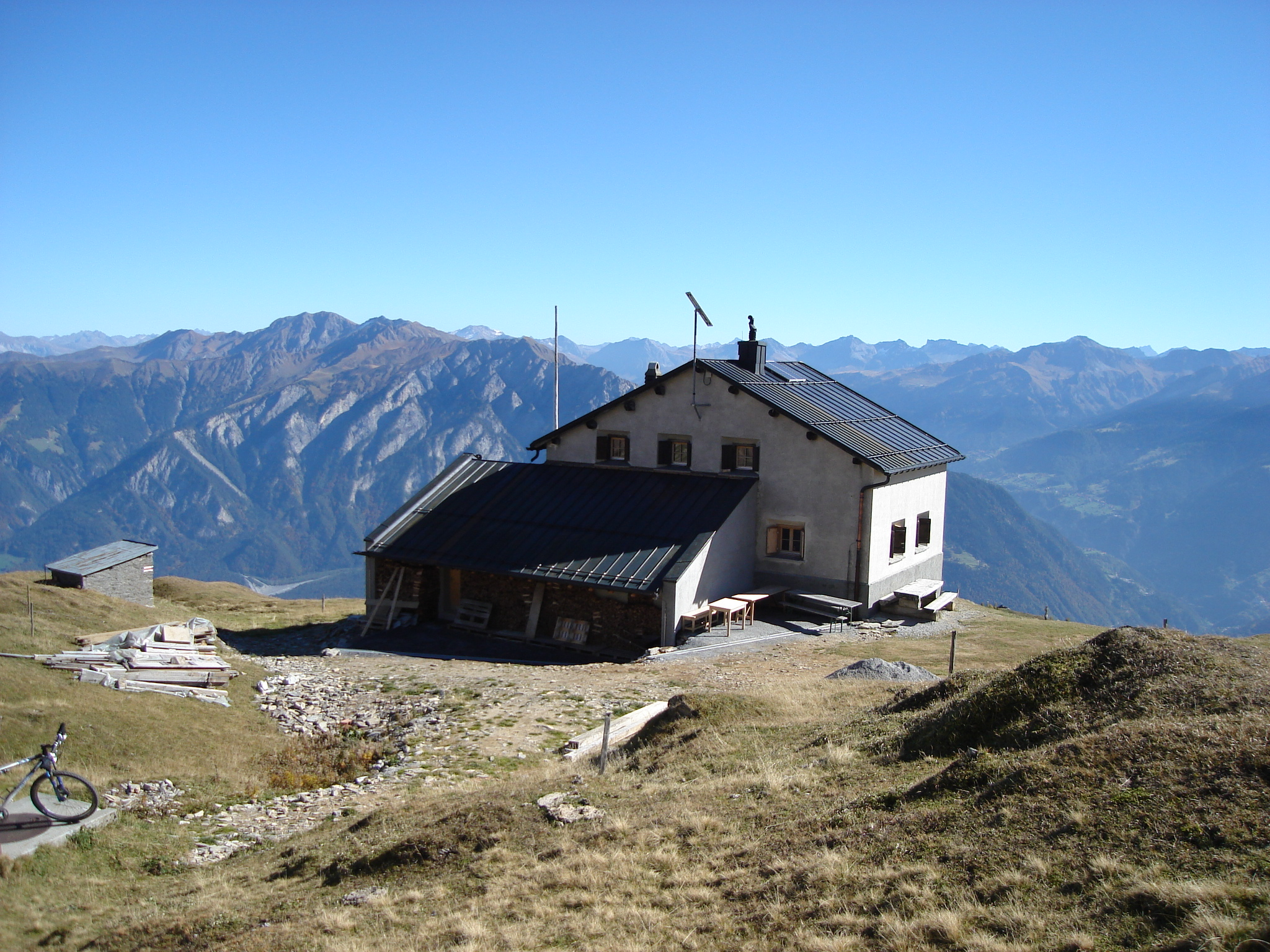
Calandahütte
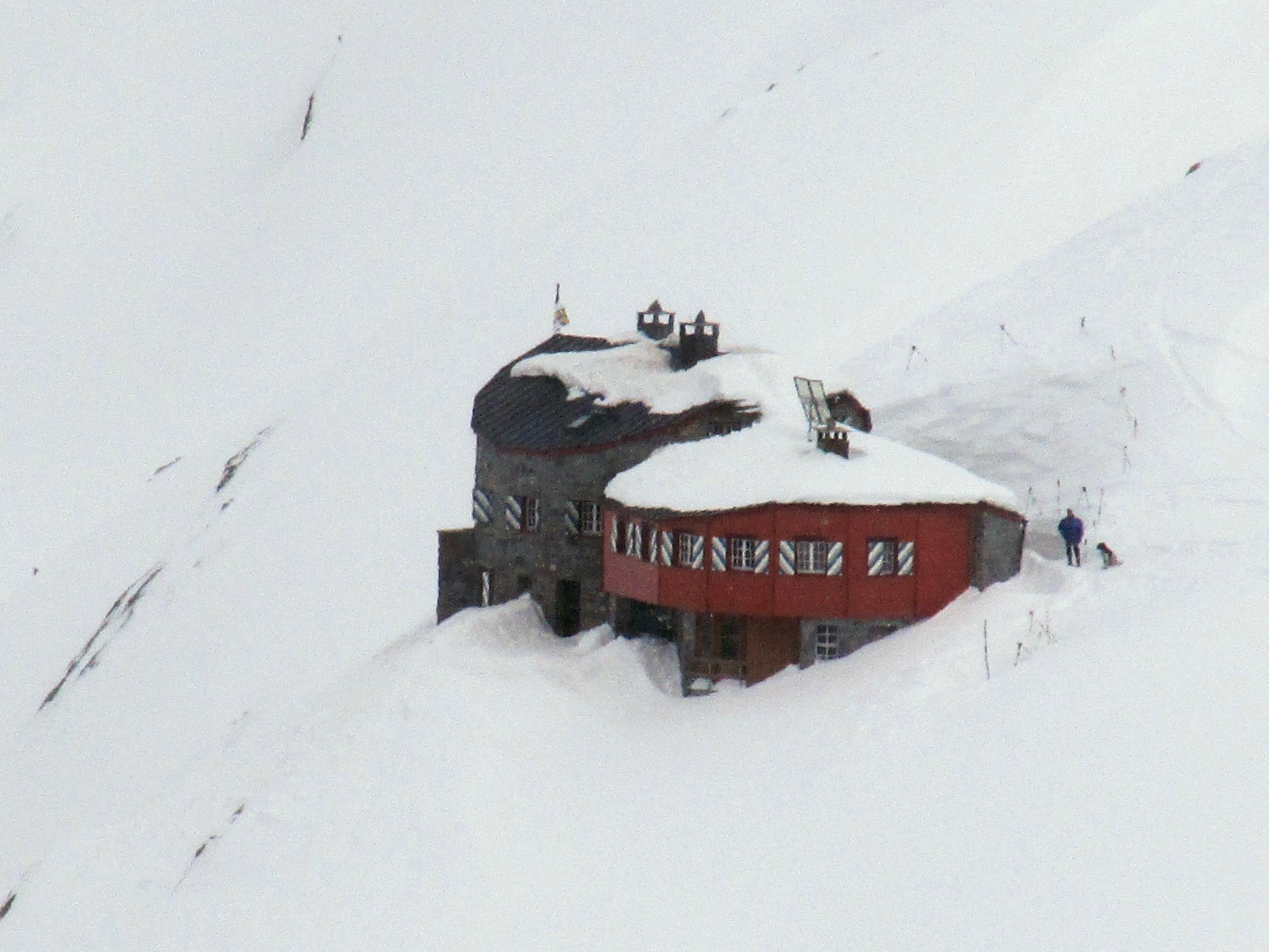
Coazhütte
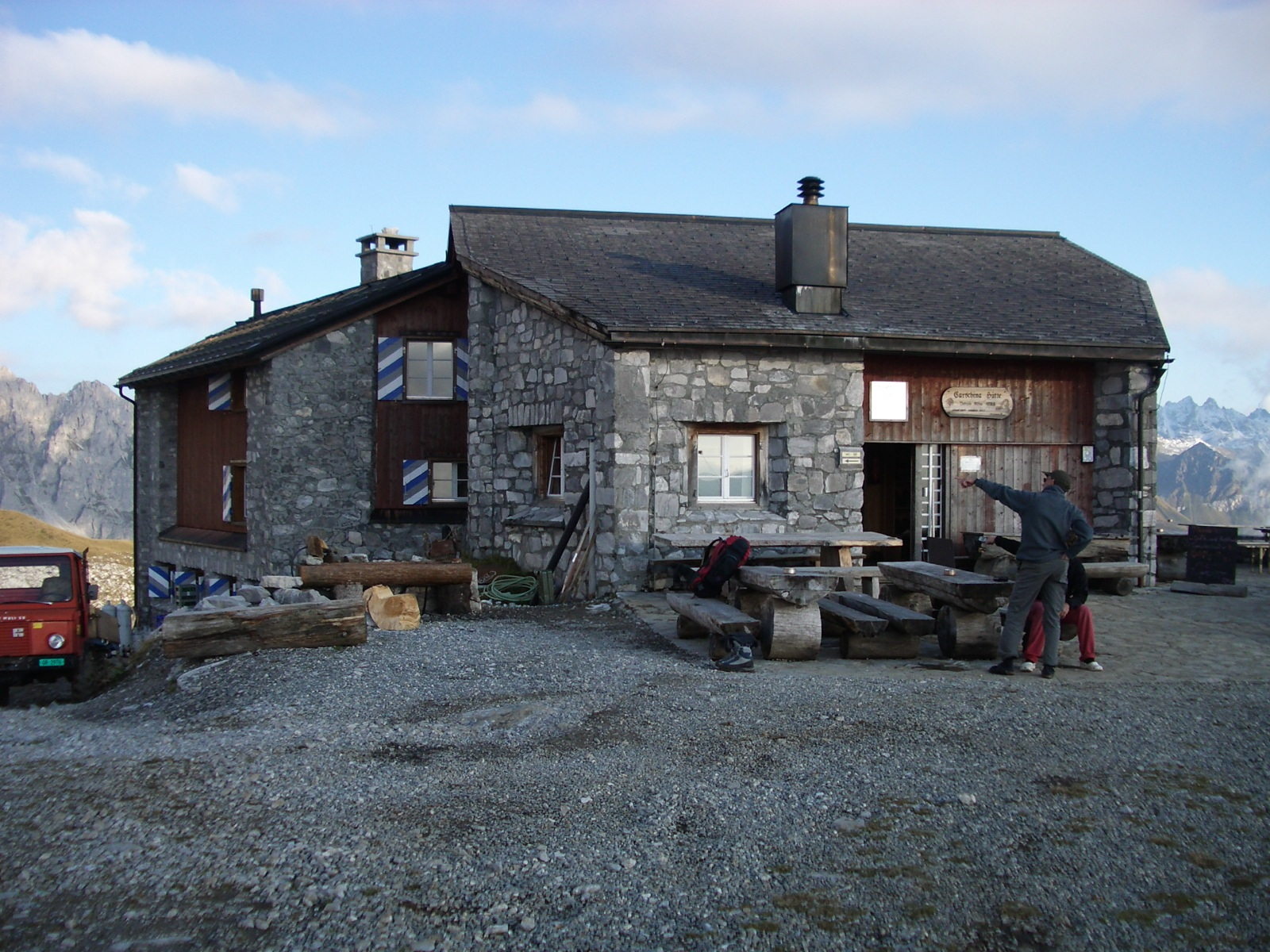
Carschinahütte
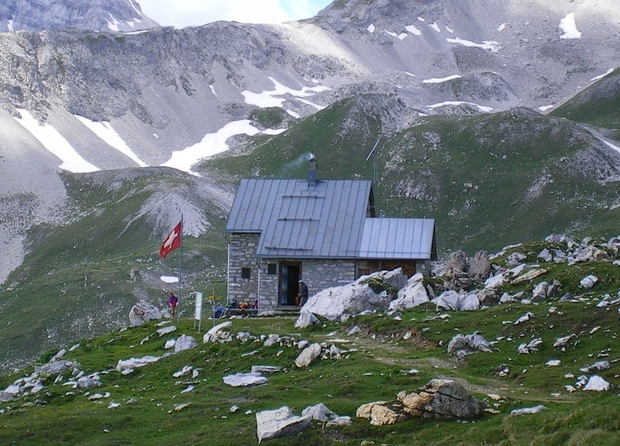
Cufercalhütte
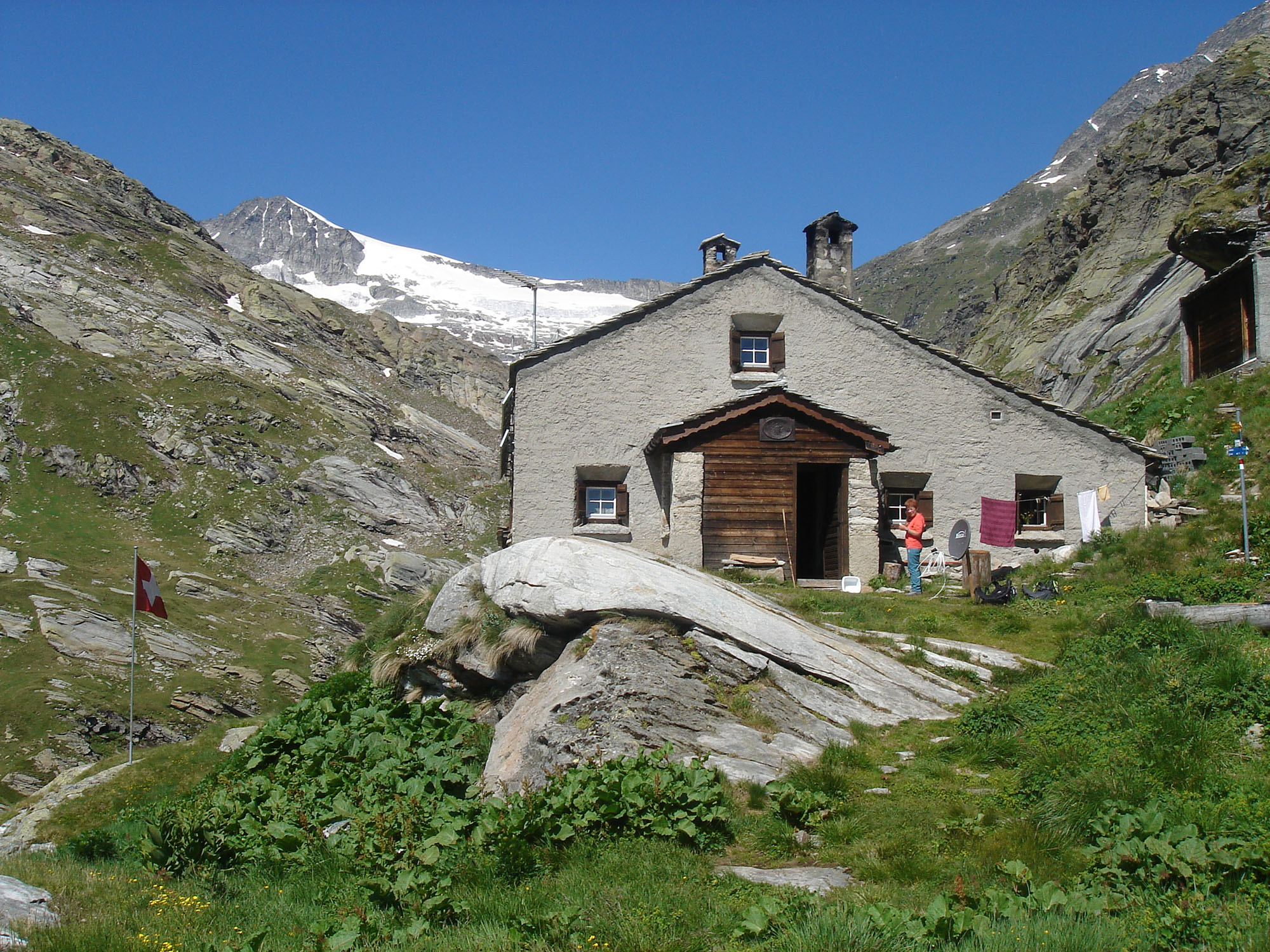
Zapporthütte

| Hauptsitz |

| Calandahütte |

| Coazhütte |

| Carschinahütte |

| Cufercalhütte |

| Ringelspitzhütte |

| Zapporthütte |

| Silvrettahütte |